# Prem Chopra
Prem Chopra (in devanagari प्रेम चोपड़ा; Lahore, 23 settembre 1935) è un attore indiano.
Ha recitato in quasi trecento film ed è uno dei volti più conosciuti di Bollywood.
Ha vinto nel 1976 i Filmfare Awards come miglior attore protagonista per il suo ruolo in Do Anjaane.

## Filmografia parziale
- Hare Rama Hare Krishna, regia di Dev Anand (1971)
- Raja Jani (1972)
- Do Anjaane, regia di Dulal Guha (1976)
- Dream Girl, regia di Pramod Chakravorty (1977)
- Trishul (1978)
- Kaala Patthar (1979)
- Ali Baba Aur 40 Chor (1980)
- Kranti (1981)
- Doodh Ka Karz (1990)
- Raja Babu (1994)
- Chori Chori Chupke Chupke, regia di Abbas-Mustan (2001)
- Koi... Mil Gaya, regia di Rakesh Roshan (2003)
- Bunty Aur Babli, regia di Shaad Ali (2005)
- Giù a casa dai miei (2005)
- Agent Vinod (2012)